# Global Recording Artist of the Year
Global Recording Artist of the Year es un premio presentado por la Federación Internacional de la Industria Fonográfica (IFPI) para reconocer al artista con mejor rendimiento en base al número total de unidades equivalentes a álbum, que incluye descargas digitales, streaming y ventas en formato físico. Se ha otorgado desde enero de 2014, año en el que la boy band británica One Direction fue el primer acto en recibir esta distinción, para el año de 2013. Este éxito se atribuyó al tercer álbum de estudio de la banda, Midnight Memories, que se convirtió en el álbum más vendido de ese año. Taylor Swift recibió el premio en 2014 debido al éxito de su quinto álbum de estudio 1989.
Adele lo recibió en 2015 debido al éxito de su álbum 25, que fue el más vendido del año, mientras que su sencillo principal «Hello» alcanzó el primer lugar en las listas de 36 países. En 2016, Drake obtuvo este reconocimiento; su cuarto álbum de estudio, Views, fue el tercer álbum más vendido del año. Además, el segundo sencillo del disco, «One Dance», fue la canción más vendida del año. Ed Sheeran recibió el premio en 2017 debido al éxito de su álbum ÷, que incluyó los sencillos «Shape of You», «Castle on the Hill», «Galway Girl» y «Perfect». Fue el primer ganador en tener tanto el álbum como el sencillo más vendido del año. En 2018 Drake ganó el premio nuevamente, por lo que fue el primer artista en obtener esta distinción dos veces. Swift alcanzó el récord de Drake tras recibir el premio en 2019. Su séptimo álbum de estudio, Lover, fue el segundo álbum más vendido del año. En 2020 BTS obtuvo el premio; sus discos  Map of the Soul: 7 y Be fueron los dos álbumes más vendidos del año. Con este logro, BTS se convirtió en el primer artista asiático en recibir esta distinción. La banda repitió este suceso en 2021, por lo que fue el tercer artista —después de Drake y Taylor Swift— en ganar el premio dos veces y el primero en obtenerlo dos años consecutivos. En 2022, Swift se convirtió en la primera cantante en ganar tres veces el Global Artist tras el éxito de su décimo álbum de estudio Midnights. En 2023, Swift nuevamente fue ganadora, siendo la única en la historia en ganar en cuatro ocasiones, todo gracias al éxito masivo de The Eras Tour.

## Top 10 de artistas globales del año

### 2017
| Rank | Artist           | IFPI Top 10 Album of the Year | IFPI Top 10 Single of the Year                  |
| ---- | ---------------- | ----------------------------- | ----------------------------------------------- |
| 1    | Ed Sheeran       | ÷ (1.ª)                       | «Shape of You» (1.ª) "Perfect" (9.ª)            |
| 2    | Drake            | N/A                           | N/A                                             |
| 3    | Taylor Swift     | Reputation (2.ª)              | N/A                                             |
| 4    | Kendrick Lamar   | DAMN. (7.ª)                   | «Humble» (6.ª)                                  |
| 5    | Eminem           | Revival (8.ª)                 | N/A                                             |
| 6    | Bruno Mars       | 24K Magic (10.ª)              | «That's What I Like» (4.ª)                      |
| 7    | The Weeknd       | N/A                           | N/A                                             |
| 8    | Imagine Dragons  | N/A                           | «Believer» (10.ª)                               |
| 9    | Linkin Park      | N/A                           | N/A                                             |
| 10   | The Chainsmokers | N/A                           | «Something Just like This» (3.ª) «Closer» (5.ª) |

### 2018
| Posición | Artista         | IFPI Top 10 Álbum del año                             | IFPI Top 10 Sencillo del año         |
| -------- | --------------- | ----------------------------------------------------- | ------------------------------------ |
| 1        | Drake           | N/A                                                   | «God's Plan» (2.ª)                   |
| 2        | BTS             | Love Yourself: Answer (2.ª) Love Yourself: Tear (3.ª) | N/A                                  |
| 3        | Ed Sheeran      | ÷ (6.ª)                                               | «Shape of You» (3.ª) «Perfect» (4.ª) |
| 4        | Post Malone     | N/A                                                   | «Psycho» (10.ª)                      |
| 5        | Eminem          | Kamikaze (9.ª)                                        | N/A                                  |
| 6        | Queen           | Bohemian Rhapsody (7.ª)                               | N/A                                  |
| 7        | Imagine Dragons | N/A                                                   | N/A                                  |
| 8        | Ariana Grande   | N/A                                                   | N/A                                  |
| 9        | Lady Gaga       | A Star Is Born (4.ª)                                  | N/A                                  |
| 10       | Bruno Mars      | N/A                                                   | N/A                                  |

### 2019
| Posición | Artista       | IFPI Top 10 Álbum del año                        | IFPI Top 10 Sencillo del año |
| -------- | ------------- | ------------------------------------------------ | ---------------------------- |
| 1        | Taylor Swift  | Lover (2.ª)                                      | N/A                          |
| 2        | Ed Sheeran    | No. 6 Collaborations Project (7.ª)               | «I Don't Care» (7.ª)         |
| 3        | Post Malone   | N/A                                              | «Sunflower» (4.ª)            |
| 4        | Billie Eilish | When We All Fall Asleep, Where Do We Go? (5.ª)   | «Bad Guy» (1.ª)              |
| 5        | Queen         | Bohemian Rhapsody: The Original Soundtrack (6.ª) | N/A                          |
| 6        | Ariana Grande | Thank U, Next (8.ª)                              | «7 Rings» (5.ª)              |
| 7        | BTS           | Map of the Soul: Persona (3.ª)                   | N/A                          |
| 8        | Drake         | N/A                                              | N/A                          |
| 9        | Lady Gaga     | A Star Is Born (4.ª)                             | «Shallow» (8.ª)              |
| 10       | The Beatles   | Abbey Road (10.ª)                                | N/A                          |

### 2020
| Posición | Artista       | IFPI Top 10 Álbum del año (Todos los formatos) | IFPI Top 10 Canción del año |
| -------- | ------------- | ---------------------------------------------- | --------------------------- |
| 1        | BTS           | Map of the Soul: 7 (1.ª) Be (4.ª)              | «Dynamite» (10.ª)           |
| 2        | Taylor Swift  | Folklore (9.ª)                                 | N/A                         |
| 3        | Drake         | N/A                                            | «Life is Good» (6.ª)        |
| 4        | The Weeknd    | After Hours (2.ª)                              | «Blinding Lights» (1.ª)     |
| 5        | Billie Eilish | When We All Fall Asleep, Where Do We Go? (3.ª) | «Bad Guy» (9.ª)             |
| 6        | Eminem        | N/A                                            | N/A                         |
| 7        | Post Malone   | Hollywood's Bleeding (6.ª)                     | N/A                         |
| 8        | Ariana Grande | N/A                                            | N/A                         |
| 9        | Juice WRLD    | N/A                                            | N/A                         |
| 10       | Justin Bieber | Changes (8.ª)                                  | N/A                         |

### 2021
| Posición | Artista        | IFPI Top 10 Álbum del año (Todos los formatos) | IFPI Top 10 Canción del año                     |
| -------- | -------------- | ---------------------------------------------- | ----------------------------------------------- |
| 1        | BTS            | N/A                                            | «Butter» (4.ª)                                  |
| 2        | Taylor Swift   | N/A                                            | N/A                                             |
| 3        | Adele          | 30 (1.ª)                                       | N/A                                             |
| 4        | Drake          | N/A                                            | N/A                                             |
| 5        | Ed Sheeran     | = (4.ª)                                        | «Bad Habits» (10.ª)                             |
| 6        | The Weeknd     | After Hours (5.ª)                              | «Save Your Tears» (1.ª) «Blinding Lights» (7.ª) |
| 7        | Billie Eilish  | N/A                                            | N/A                                             |
| 8        | Justin Bieber  | Justice (3.ª)                                  | «Stay» (2.ª) «Peaches» (6.ª)                    |
| 9        | Seventeen      | N/A                                            | N/A                                             |
| 10       | Olivia Rodrigo | Sour (2.ª)                                     | «Drivers License» (5.ª) «Good 4 U» (8.ª)        |

### 2022
| Posición | Artista      | IFPI Top 10 Álbum del año (Todos los formatos) | IFPI Top 10 Canción del año         |
| -------- | ------------ | ---------------------------------------------- | ----------------------------------- |
| 1        | Taylor Swift | Midnights (2.ª)                                | N/A                                 |
| 2        | BTS          | Proof (4.ª)                                    | N/A                                 |
| 3        | Drake        | N/A                                            | N/A                                 |
| 4        | Bad Bunny    | Un verano sin ti (1.ª)                         | «Me porto bonito» (9.ª)             |
| 5        | The Weeknd   | N/A                                            | «Save Your Tears» (5.ª)             |
| 6        | Seventeen    | Face the Sun (7.ª)                             | N/A                                 |
| 7        | Stray Kids   | Maxident (6.ª)                                 | N/A                                 |
| 8        | Harry Styles | Harry's House (3.ª)                            | «As It Was» (1.ª)                   |
| 9        | Jay Chou     | N/A                                            | N/A                                 |
| 10       | Ed Sheeran   | = (10.ª)                                       | «Shivers» (7.ª) «Bad Habits» (10.ª) |

### 2023
| Posición | Artista             | IFPI Top 10 Álbum del año                     | IFPI Top 10 Canción del año           |
| -------- | ------------------- | --------------------------------------------- | ------------------------------------- |
| 1        | Taylor Swift        | Midnights (4.ª) 1989 (Taylor's Version) (5.ª) | «Cruel Summer» (7.ª) «Anti-Hero»(9.ª) |
| 2        | Seventeen           | FML (1.ª) Seventeenth Heaven (8.ª)            | N/A                                   |
| 3        | Stray Kids          | 5-Star (2.ª) Rock-Star (9.ª)                  | N/A                                   |
| 4        | Drake               | N/A                                           | N/A                                   |
| 5        | The Weeknd          | N/A                                           | «Die for You» (4.ª)                   |
| 6        | Morgan Wallen       | One Thing at a Time (3.ª)                     | «Last Night» (8.ª)                    |
| 7        | Tomorrow X Together | N/A                                           | N/A                                   |
| 8        | NewJeans            | N/A                                           | N/A                                   |
| 9        | Bad Bunny           | N/A                                           | N/A                                   |
| 10       | Lana Del Rey        | N/A                                           | N/A                                   |

### 2024
| Posición | Artista           | IFPI Top 10 Álbum del año                    | IFPI Top 10 Canción del año |
| -------- | ----------------- | -------------------------------------------- | --------------------------- |
| 1        | Taylor Swift      | The Tortured Poets Department (1.ª)          | «Cruel Summer» (9.ª)        |
| 2        | Drake             | N/A                                          | N/A                         |
| 3        | Seventeen         | Spill the Feels (6.ª) 17 is Right Here (8.ª) | N/A                         |
| 4        | Billie Eilish     | Hit Me Hard and Soft (2.ª)                   | «Birds of a Feather» (4.ª)  |
| 5        | Stray Kids        | ATE (10.ª)                                   | N/A                         |
| 6        | Zach Bryan        | N/A                                          | N/A                         |
| 7        | The Weeknd        | N/A                                          | N/A                         |
| 8        | Eminem            | N/A                                          | N/A                         |
| 9        | Kendrick Lamar    | N/A                                          | «Not Like Us» (8.ª)         |
| 10       | Sabrina Carpenter | Short n' Sweet (3.ª)                         | «Espresso» (2.ª)            |